# Grabowskia boerhaaviifolia
Grabowskia boerhaaviifolia là loài thực vật có hoa trong họ Cà. Loài này được (L.f.) Schltdl. mô tả khoa học đầu tiên năm 1832.